# Meri Matacin
Meri Matacin (Šibenik, 15 augustus 1952 - Groningen, 24 april 2007) was een Nederlandse beeldhouwster, die werd geboren in Kroatië.

## Leven en werk
Matacin studeerde aan de school voor toegepaste kunsten in Split. Ze kwam in 1974 vanuit het voormalige Joegoslavië naar Nederland, waar ze haar studie vervolgde aan de Academie voor Kunst en Industrie in Enschede en Academie Minerva in Groningen. Ze sloot zich begin jaren 80 aan bij de Groninger kunstkring De Ploeg. Matacins werk is figuratief, waarbij de vormen soms sterk geabstraheerd worden.

## Enkele werken
- 1987 Buurpraatje[2], in de wijk Berkum in Zwolle
- 1989 De bron, bij ziekenhuis Bethesda in Hoogeveen

- RKD-Nederlands Instituut voor Kunstgeschiedenis: 53914